# Невидимая рука (Новые приключения Человека-паука)
«Невидимая рука» (англ. The Invisible Hand) — шестой эпизод американского мультсериала «Новые приключения Человека-паука», основанного на одноимённом персонаже комиксов Marvel, созданном Стэном Ли и Стивом Дитко. Первый показ состоялся 12 апреля 2008 года.

## Сюжет
Доктор Отто Октавиус готовится наделить Алекса О’Хёрна бронёй, смоделированной по образцу носорога. Хотя Октавиус настороженно относится к эксперименту, Молотоглав приказывает начинать. Тело О’Хёрна хирургическим путём прикрепляется к костюму и приобретает неизмеримую силу. Тем временем Питер Паркер в «Daily Bugle» снова пытается пригласить Бетти Брант на танцевальный вечер в его школе, несмотря на разницу возраста в 4 года; она говорит, что подумает, и Питер взволнованно спешит домой. Но после он понимает, что ему понадобятся деньги для свидания. На следующий день он рассказывает своему лучшему другу Гарри о своих планах на счёт вечера. Затем Питер получает эсэмэску от Бетти, что тётя Мэй пьёт с ней чай в редакции. Флэш Томпсон отшучивается по этому поводу, а Питер направляется в «Bugle».
О’Хёрн, именующий себя Рино, тоже прибывает в газету и требует от Джоны Джеймсона сказать ему, где Питер Паркер, фотографирующий Человека-паука. Джеймсон замечает, что Питер прячется в подсобке, и врёт Рино, что не знает, где он. Питер переодевается в Человека-паука, а затем вступает в бой с Рино. В ходе сражения они перемещаются по городу и вскоре Паук понимает, что Рино нужно постоянно пить, чтобы сражаться. Он заманивает его в канализацию и ломает все трубы, обезвоживая Рино до потери сознания. Когда злодей теряет сознание, Человек-паук выясняет от него, что Большой Босс — это человек по имени мистер Линкольн.
Питер возвращается в издательство и утверждает, что всё это время прятался. Бетти отводит его в сторону и говорит, что она слишком взрослая для Питера. Затем мистер Фосвелл рассказывает ему про Томпсона Линкольна, филантропа, который, по слухам, является опасным криминальным авторитетом. В ту же ночь Паук направляется в офис Линкольна, чтобы узнать, правдивы ли слухи. Линкольн предпочитает прозвище Томбстоун. Он обладает невероятной силой и справляется с Пауком. Однако Большой Босс предлагает работать на него: Паук продолжит бороться с преступностью, как обычно, но будет закрывать глаза на некоторые вещи, когда Томбстоуну будет это нужно. Человек-паук отказывается, тогда Линкольн зовёт полицейских, и Человеку-пауку приходиться убегать.
Дома тётя Мэй настаивает, чтобы он оделся на мероприятие, и говорит, что к ним идёт Мэри Джейн Уотсон. Питер не знает, чего ожидать, но когда она приходит, он понимает, что это действительно привлекательная девушка, и поражается.

## Роли озвучивали
- Джош Китон — Питер Паркер (Человек-паук)
- Клэнси Браун — Алекс О’Хёрн (Рино)
- Джеймс Арнольд Тэйлор — Гарри Озборн
- Алан Рачинс — Норман Озборн
- Джон Димаджио — Молотоглав
- Лейси Шабер — Гвен Стейси
- Джошуа Лебар — Флэш Томпсон
- Дебора Стрэндж — Мэй Паркер
- Питер Макникол — Доктор Отто Октавиус
- Кевин Майкл Ричардсон — Томпсон Линкольн (Тобмстоун, Большой Босс)

## Отзывы

Динамика оценок IGN к эпизодам 1 сезона мультсериала

Эпизод получил в целом положительные отзывы телевизионных критиков. Эрик Гольдман из IGN дал серии оценку 8.0 из 10 и написал: «Для эпизода, который начинался скучно, всё определённо стало интересным во второй половине, с двумя неожиданными введениями». Гольдман похвалил боевые сцены, а также появление Томбстоуна и Мэри Джейн. Критик завершил свою рецензию, написав: «Это свидетельство того, что в этом мультсериале совершенно верно то, что повседневная безмасочная жизнь Питера Паркера является неотъемлемой частью истории, и мне на самом деле очень любопытно, как пройдут эти танцы».
Шон Эллиот из журнала iF Magazine поставил серии оценку «B+» и написал, что это «хорошо продуманная предпосылка». Эллиот был «доволен» изображением Рино в образе неразумного зверя; ему также понравилось изменение личности Большого Босса по сравнению с комиксами, в которых он был репортёром Фредериком Фосвеллом из «Bugle». Критик счёл забавным, что в мультсериале именно Фосвелл был тем, кто рассказал Питеру о слухах про Большого Босса.
Зрители тоже тепло восприняли эпизод; Screen Rant поставил его на 8 место в топе лучших эпизодов мультсериала по версии IMDb, а сайт CBR — на 9 место в таком же списке.